# Cissus touraensis
Cissus touraensis är en vinväxtart som beskrevs av Auguste Jean Baptiste Chevalier. Cissus touraensis ingår i släktet Cissus och familjen vinväxter. Inga underarter finns listade i Catalogue of Life.